# Río Hugli
El río Hugli (en bengalí, হুগলী, juglí; en inglés: Hooghly) o Bhaguirati-Jugli es un distributario por la margen derecha del río Ganges, que discurre siempre por el estado de Bengala Occidental (India). Tiene una longitud de 260 km. En la represa Farakka Barrage, en el distrito de Murshidabad, se abre desde el Ganges como un canal. La localidad de Jugli Chinsura se encuentra ubicada sobre el río.
Su profundidad media es de unos 60 m, y la profundidad máxima es de unos 110 m.

## Curso

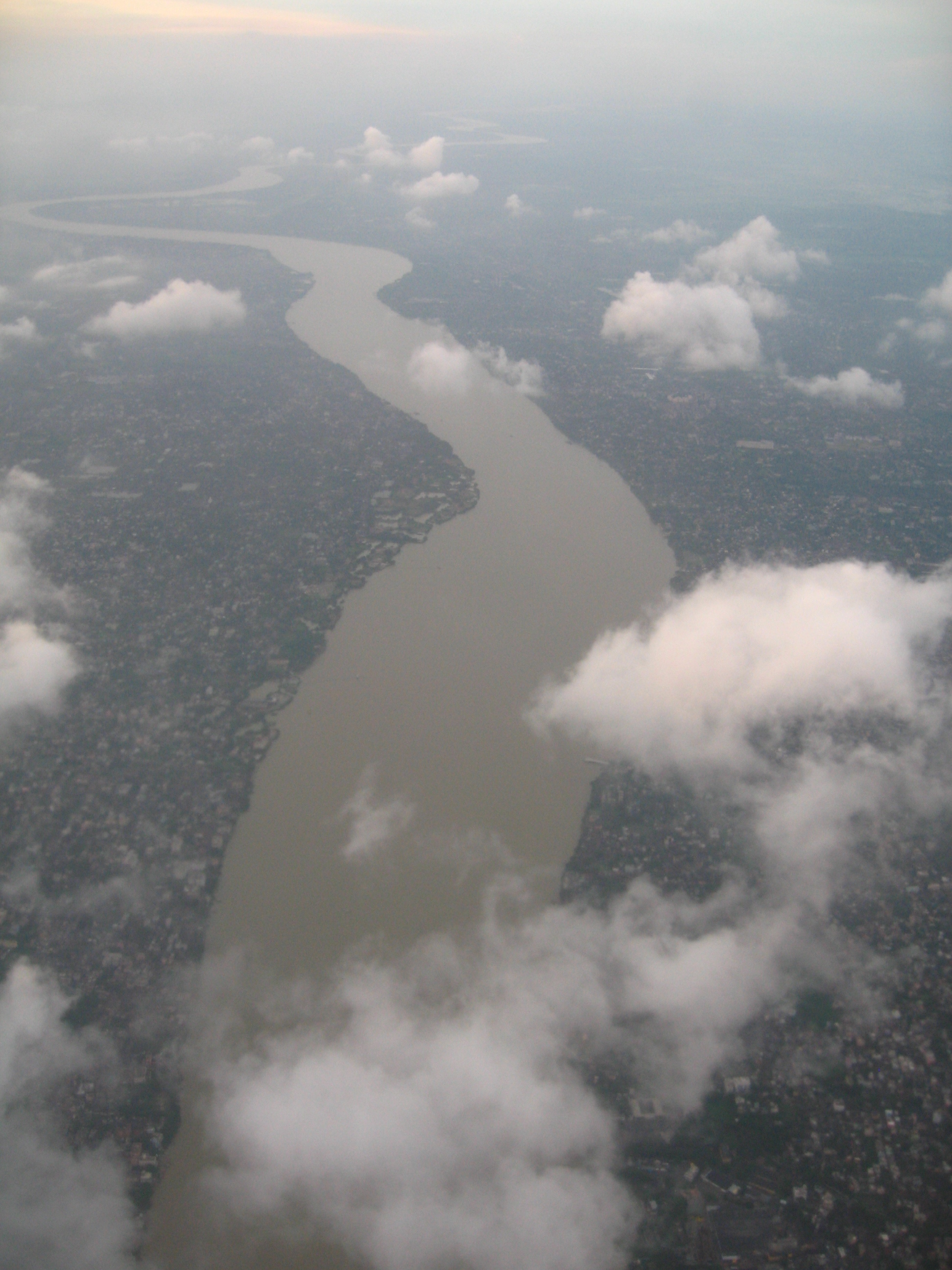
Vista del río Hugly en el poblado de Bally, Howrah.

La presa de Farakka (Farakka Barrage) desvía agua del río Ganges hacia un canal en las cercanías de la población de Tildanga, en el distrito de Murshidabad. El canal provee al Hugly de agua aun durante la estación seca. A partir de Dhulian (81 839 hab.) el río corre paralelo al Ganges, hasta pasar Jangipur (Jahangirpur,  93 377 hab.) donde finaliza el canal y el río continua en su propio curso. Al sur de Jangipur deja la zona del Ganges y discurre hacia el sur pasando por Yiagansh Azimgansh (51 209 hab.), Murshidabad (44 019 hab.), y Baja Rampur (Baharampur,  208 602 hab.), ya en el distrito de Nadia. Al sur de Baja Rampur y norte de Palashi el río solía ser la frontera entre el distrito de Bardhaman y el distrito de Nadia, pero aunque la frontera ha permanecido inalterada el cauce del río suele variar de posición según los años. Luego el río atraviesa las ciudades de Katua (87 389 hab.), Nábaduip (125 543 hab.) y Kalna (55 781 hab.), para a continuación pasar por Jalisajar (Halisahar, 131 742 hab.), Chunchura (170 201 hab.), Rishra (120 833 hab.), y Kamarjati (Kamarhati, 355 343 hab.). Antes de entrar en las ciudades gemelas de Calcuta (14 112 536 hab.) y la industrial Joura (Howrah 1 072 161 hab.), gira en dirección suroeste. En Nurpur entra en un antiguo canal del Ganges y se dirige al sur para desembocar finalmente en la bahía de Bengala, cerca de Namkhana.
Sus principales afluentes son el Damodar (592 km) y el Rup-naráian (Rupnarayan).
El lugar donde el río Hugli descarga sus aguas en la bahía de Bengala se denomina Ganga Sagar (‘océano del Ganges’) y es sagrado para los hinduistas. Se considera que una zambullida allí posee un gran significado religioso, particularmente durante el día del makara sankranti (cuando el Sol realiza el paso de Capricornio a Sagitario).
Su navegabilidad fue la razón de su elección como un lugar de comercio colonial por los portugueses (en Hooghly-Bandel) y después, por británicos (en Calcuta), franceses (en Chandannagar), daneses (en Serampore) y neerlandeses (en Chinsurah). 
Varios puentes franquean el Hughly en Calcuta: el puente de Howrah (que conecta las ciudades gemelas y proporciona acceso a la estación de Howrah), y los puentes Vidyasagar Setu (un kilómetro más al sur) y 'Vivekananda Setu' (a la altura de Belur, mucho más al norte). El moderno puerto de contenedores de Haldia (200 762 hab.), en el distrito de Midnapore oriental, en su curso inferior, acapara ahora la mayoría de la industria marítima comercial.

## Galería de imágenes

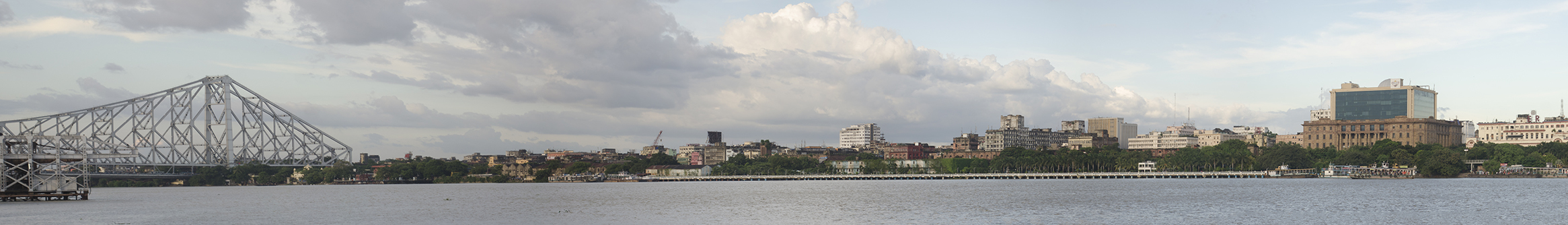
Vista de Calcuta desde Howrah

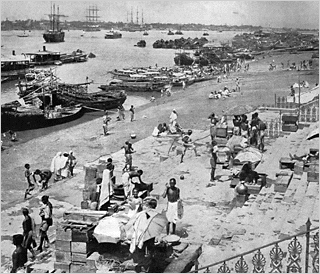
Botes y hombres en las orillas del Hugly (1915)
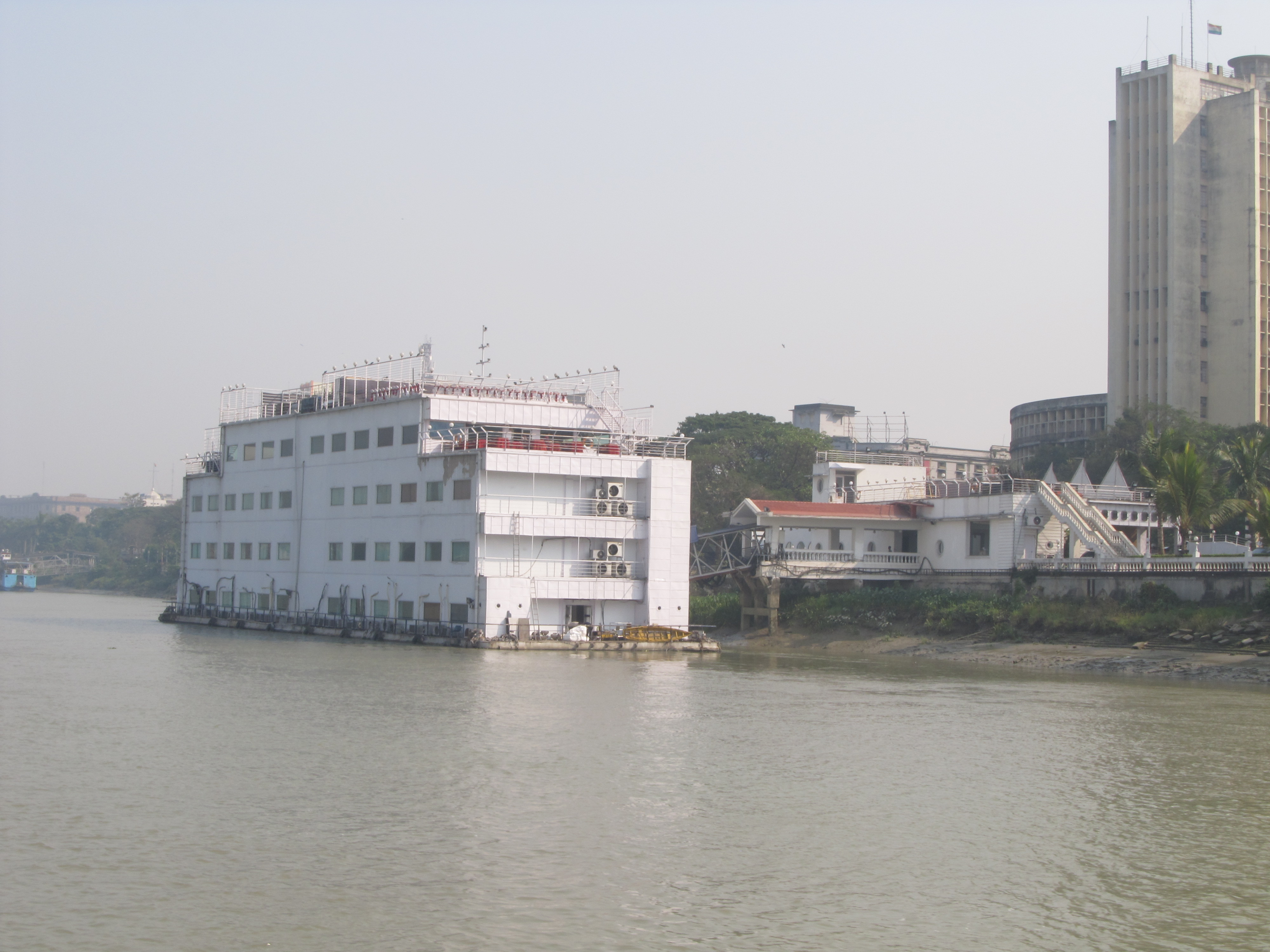
El "Floatel" en Calcuta
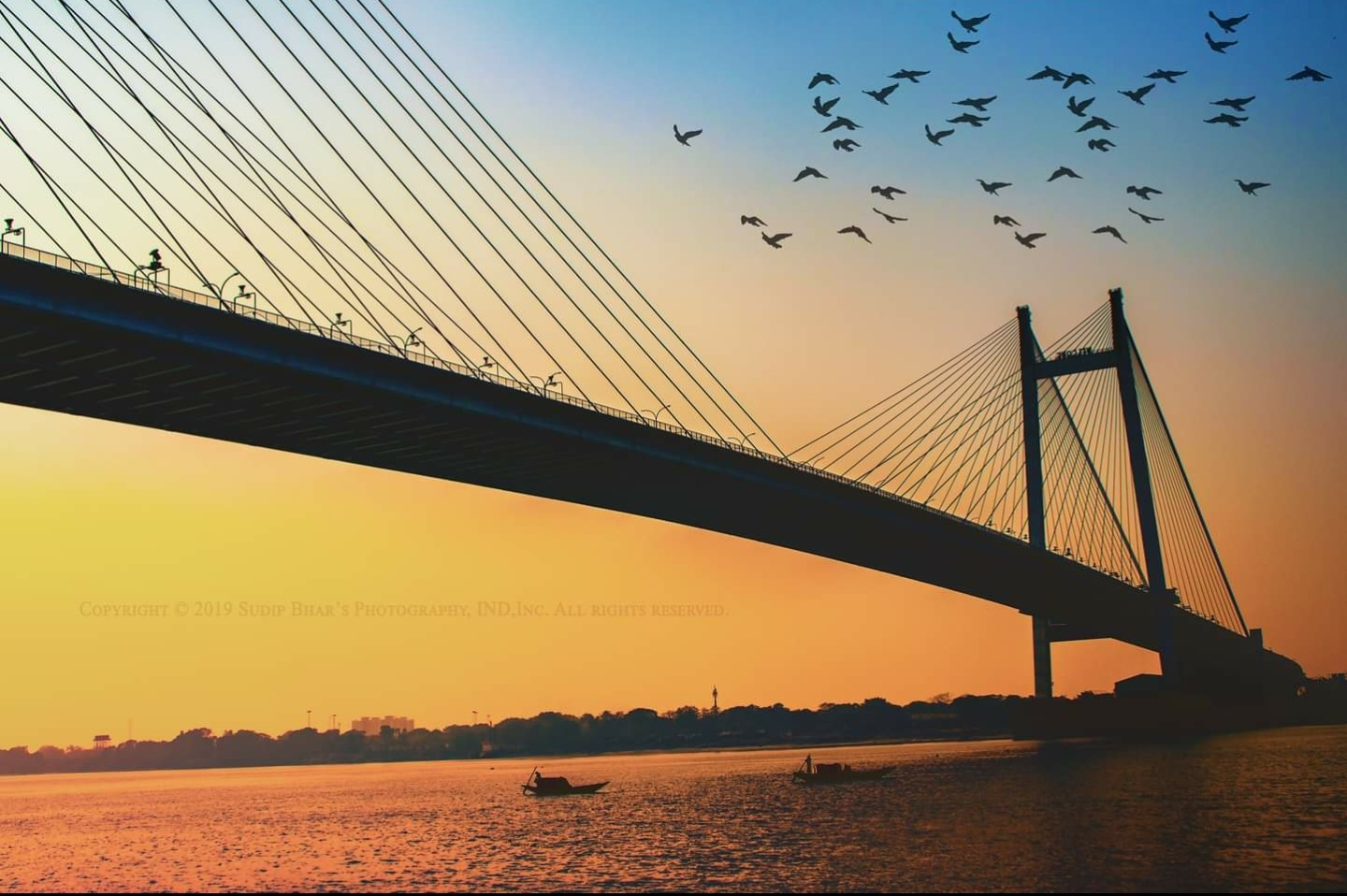
Atardecer en el Hugli , con el Vidyasagar Setu que conecta las ciudades de Calcuta y Howrah
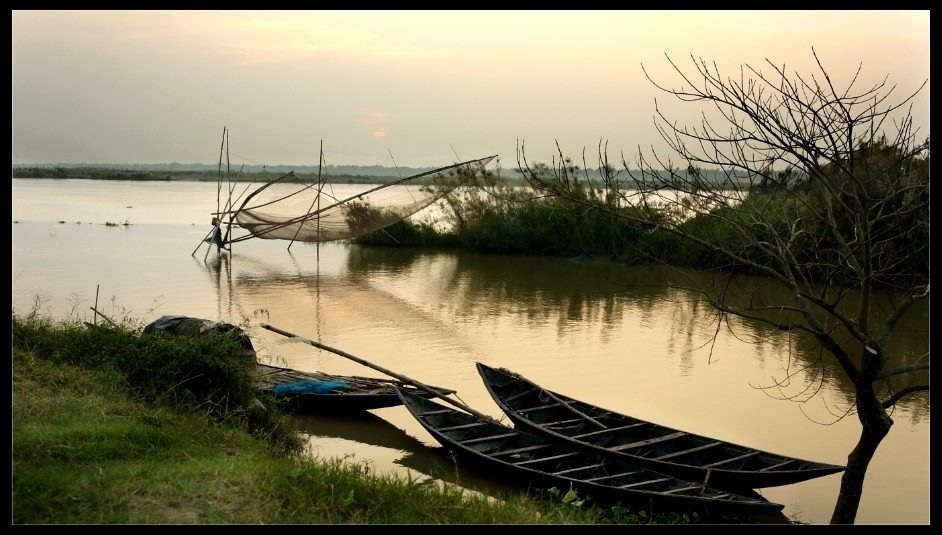
Botes en el río en Shimurali, distrito de Nadia
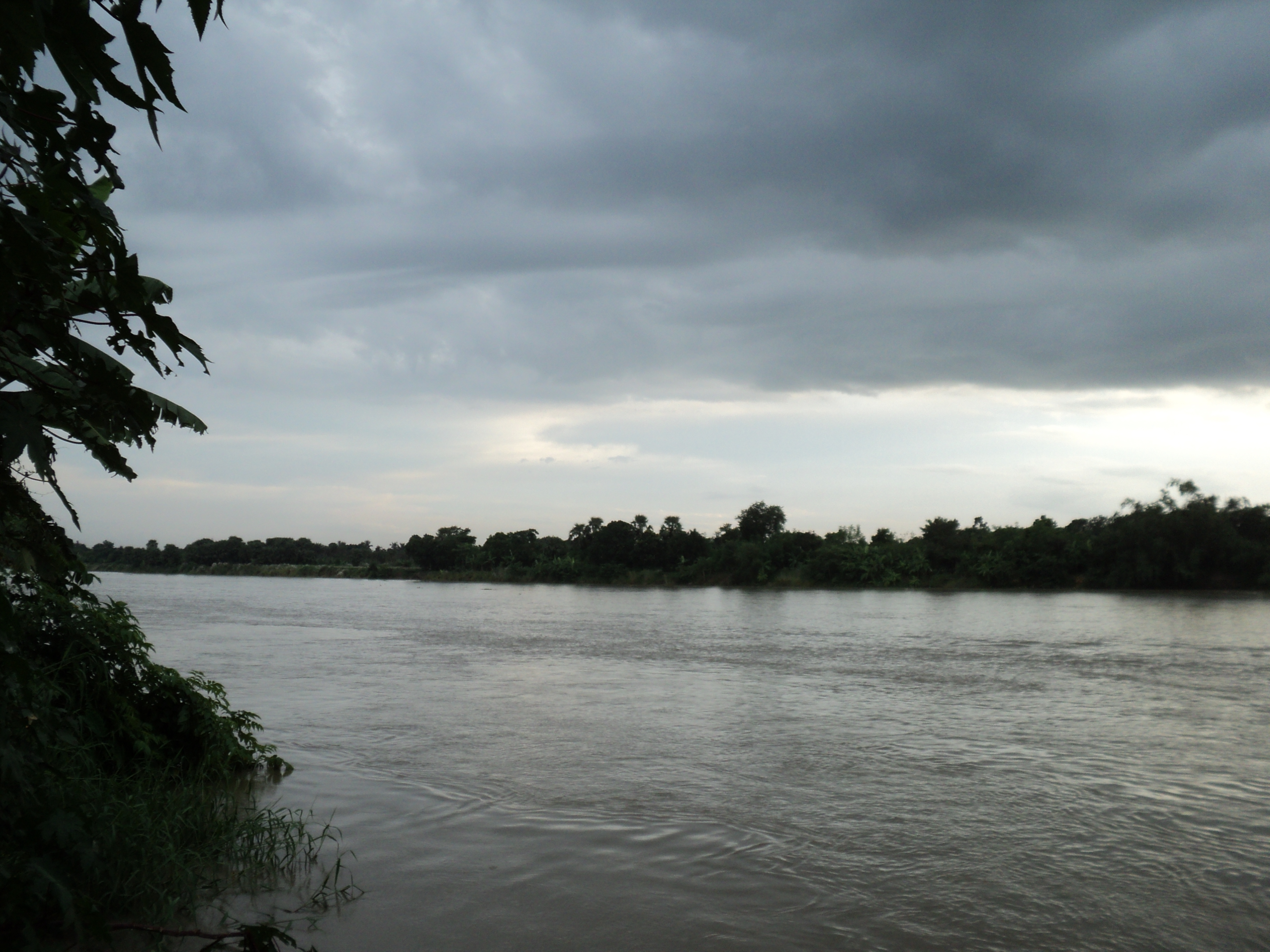
El río delante del palacio Hazarduari, distrito de Murshidabad

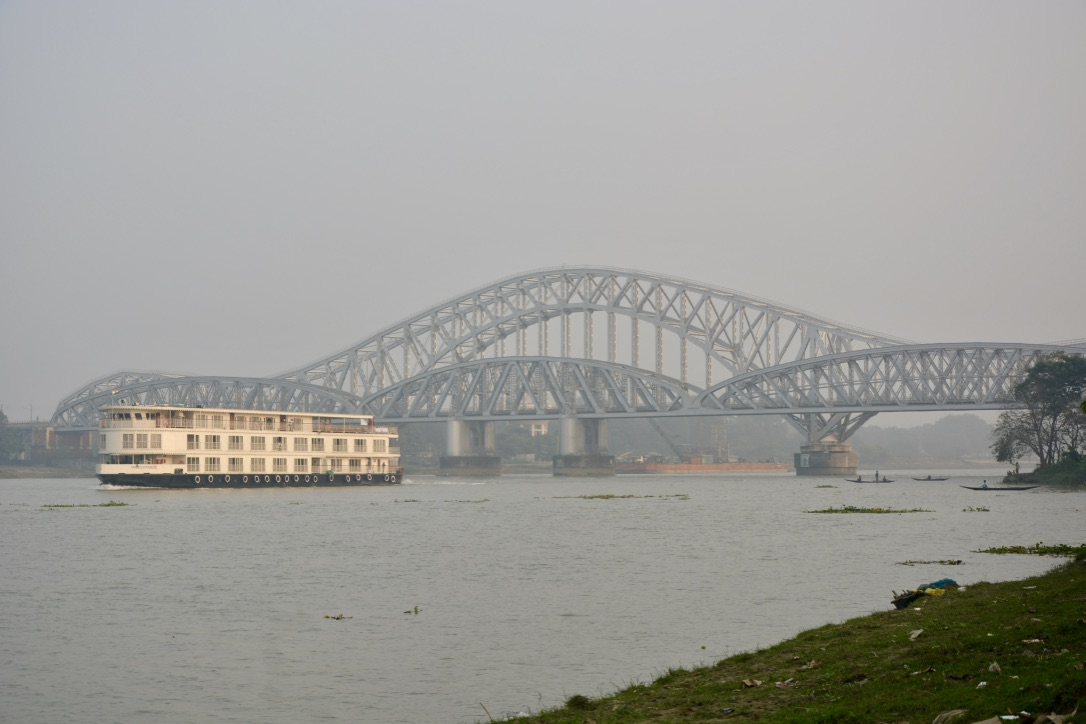
El puente del Jubileo (1882-1887) y el puente ferroviario Sampreeti, inaugurado en 2016, cruzan el Hugli en Naihati
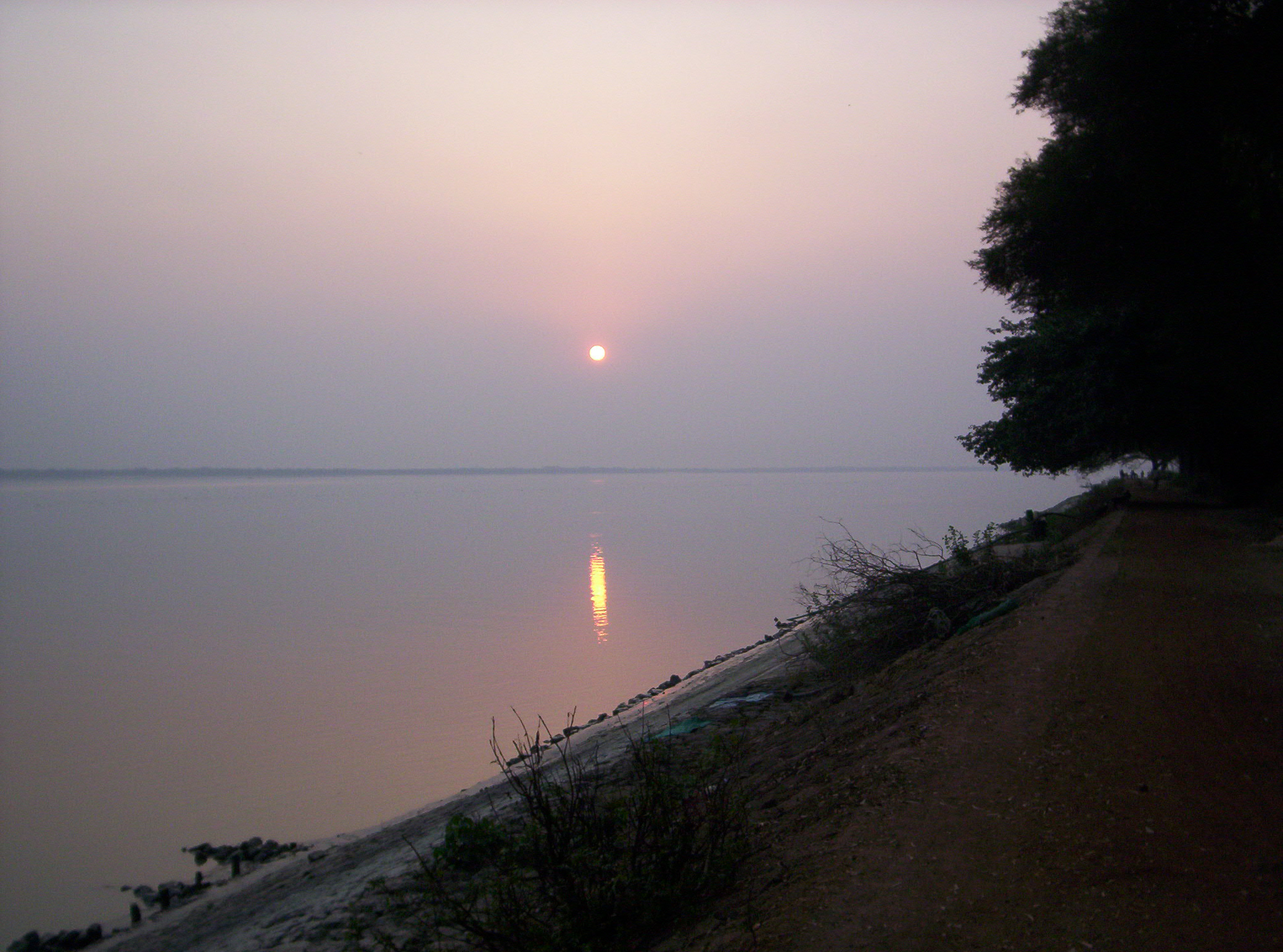
Atardecer en  Gadiara
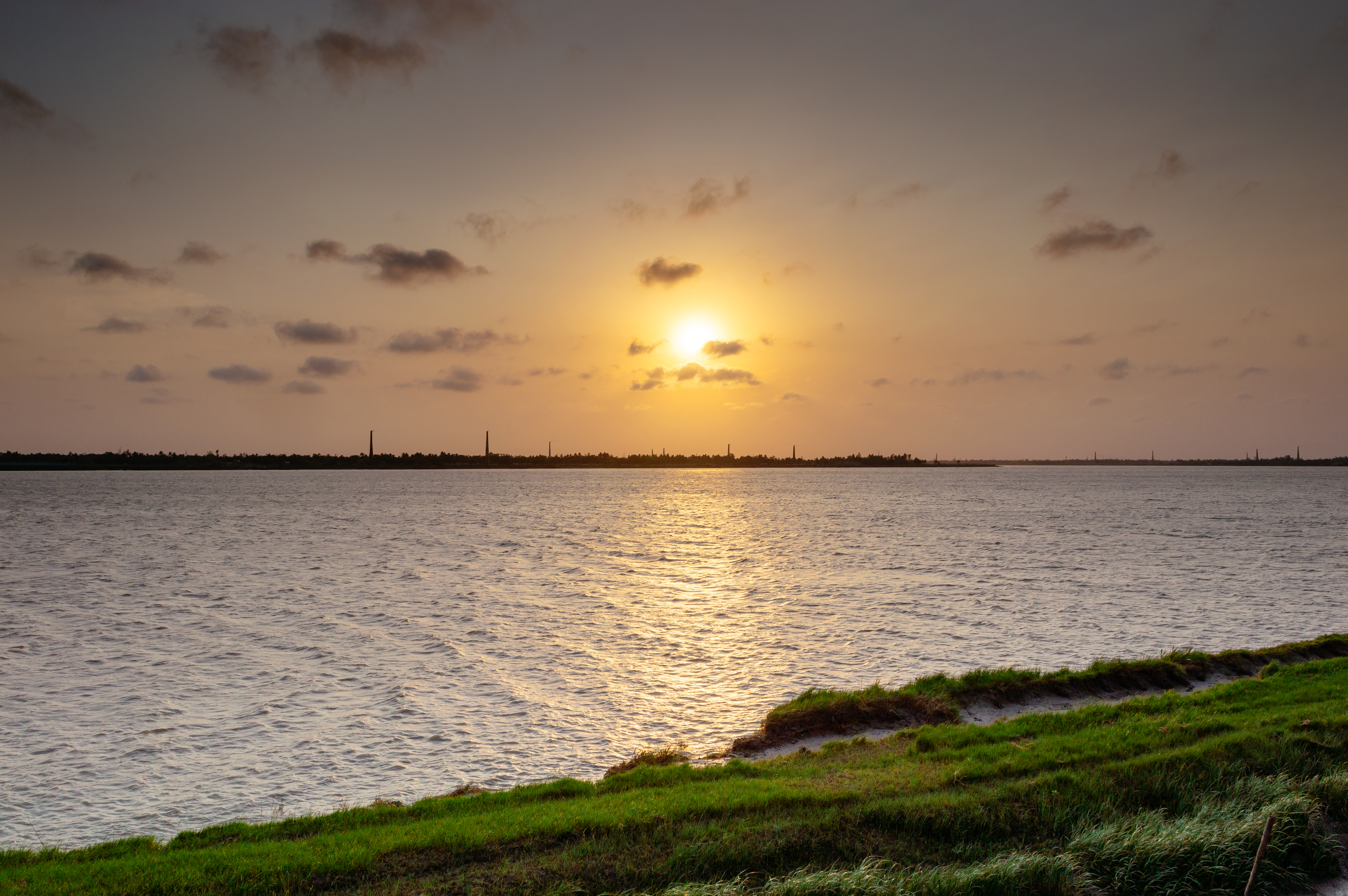
Atardecer en el río Haldi
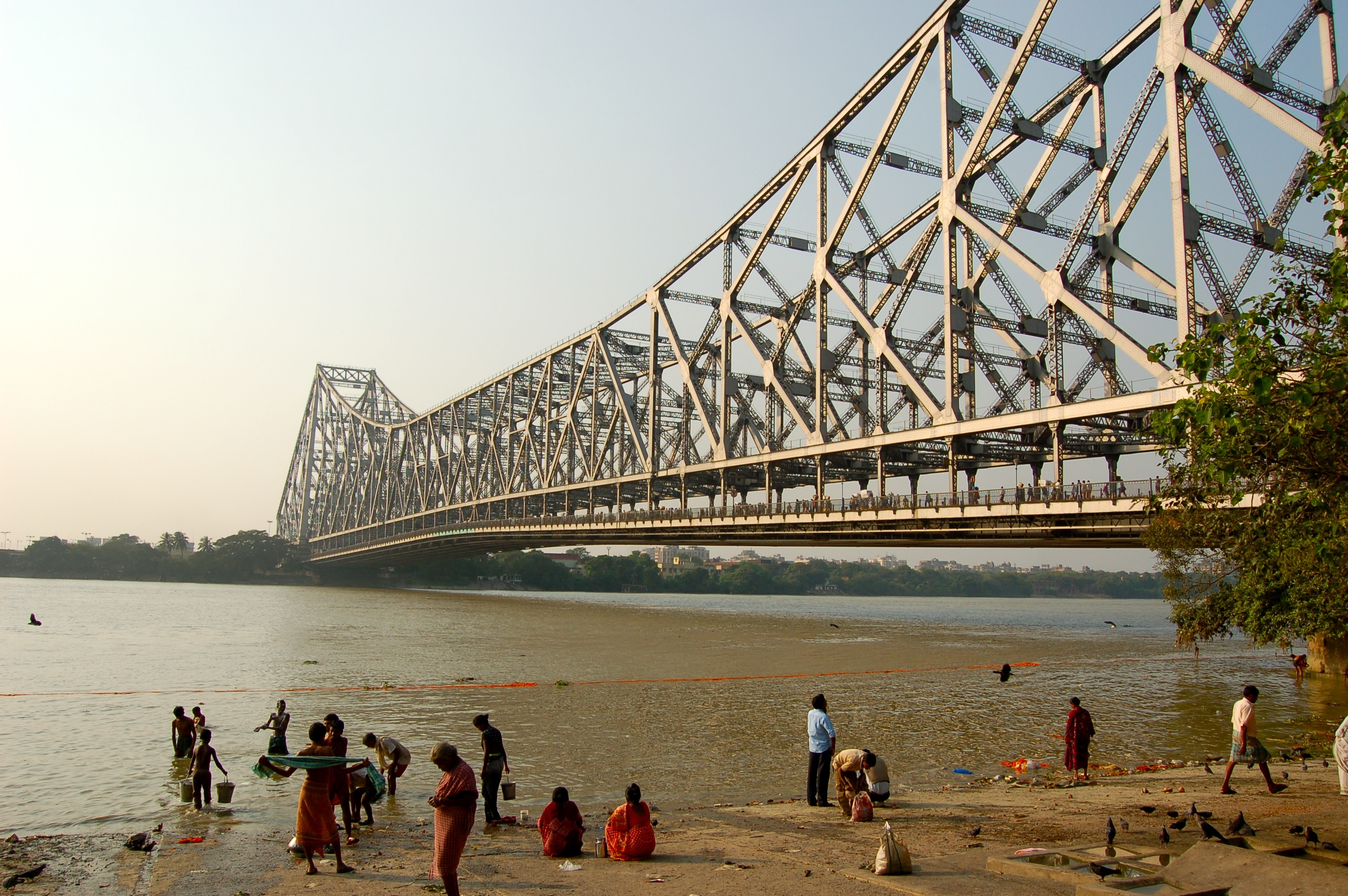
El puente de Howrah